# 웰컴, 삼바
《웰컴, 삼바》(Samba)는 2014년 공개된 프랑스의 코미디 영화이다.

## 출연
- 오마르 시 - 삼바 시세
- 샤를로트 갱스부르 - 앨리스
- 타하르 라힘 - 윌슨
- 이지아 이즐랭 - 마누
- 엘렌 뱅상
- 리야 커베더